# María Pardo
María Pardo Rojo (Torrelavega, Cantabria, 6 de junio de 1979) es una ex gimnasta rítmica española, campeona del mundo de 3 pelotas y 2 cintas en 1995 con el conjunto español. Desde 1994 hasta 1996 logró numerosas medallas en Mundiales, Europeos y otras competiciones internacionales. Se retiró dos meses antes de los Juegos Olímpicos de Atlanta. En la actualidad es entrenadora de gimnasia rítmica en Santoña, Torrelavega y diferentes colegios, todo ello en Cantabria. Posee la Medalla de Plata al Mérito Deportivo del Gobierno de Cantabria (2017) y un pabellón deportivo de Torrelavega lleva su nombre desde 2016.

## Biografía deportiva

### Inicios
Nacida en Torrelavega (Cantabria) el 6 de junio de 1979, se inició en la gimnasia rítmica en el Club Cantabria, en el que permaneció hasta que en 1994 fue convocada por la selección nacional. Una de sus entrenadoras fue la ex gimnasta nacional Silvia Yustos.

### Etapa en la selección nacional

#### 1994: llegada al equipo y Mundial de París

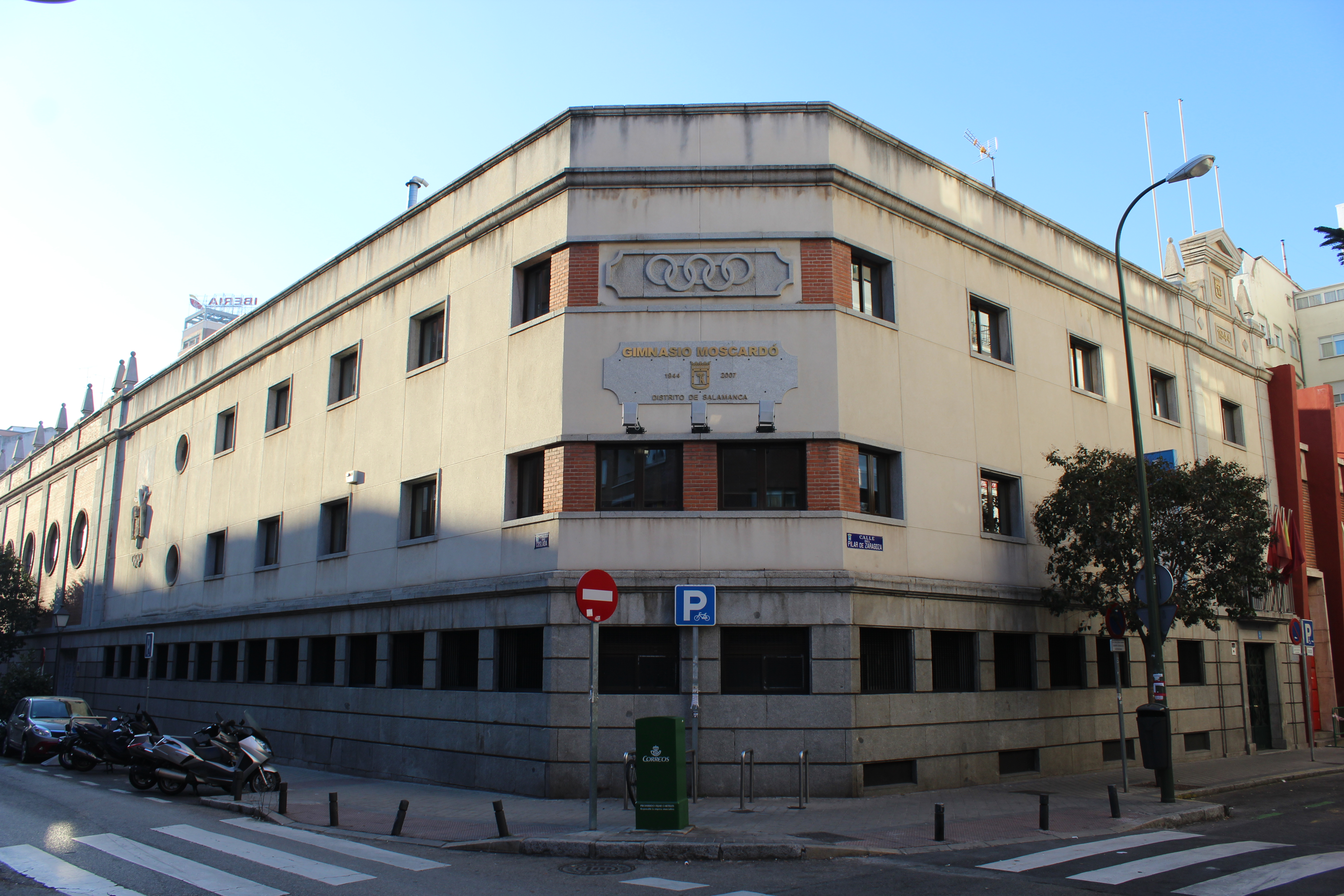
El Gimnasio Moscardó, en el distrito de Salamanca (Madrid), fue el lugar de entrenamiento de la selección nacional de gimnasia rítmica hasta 1997.

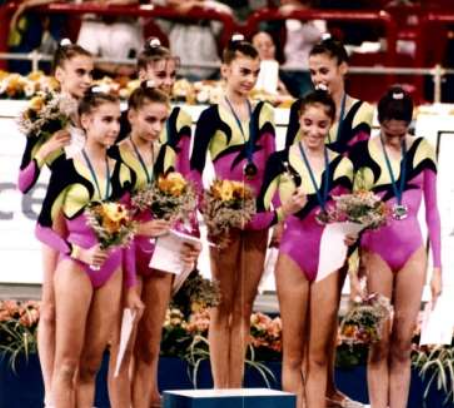
María (derecha) en el podio de la general del Mundial de París (1994).

En 1994 recibió la llamada de Emilia Boneva, seleccionadora de la selección nacional de gimnasia rítmica de España, de la que pasó a formar parte en la modalidad de conjuntos hasta 1996. Durante este tiempo convivió con el resto de las componentes del equipo en un chalet en  Canillejas y entrenó en el Gimnasio Moscardó de lunes a sábado primero unas 6 horas y después hasta 8 horas diarias en el año previo a los Juegos Olímpicos, en el que dejaron de ir al colegio. El conjunto fue entrenado por la propia Emilia Boneva y por María Fernández Ostolaza. La coreógrafa desde 1994 hasta 1998 fue Marisa Mateo.
En octubre de 1994, aunque como suplente en esa ocasión, participó en su primera competición internacional, el Campeonato Mundial de París, logrando la plata en el concurso general y dos bronces en la competición de 6 cuerdas y en la de 4 aros y 4 mazas. En el concurso general, el conjunto español solo fue superado por el ruso. Obtuvo una puntuación total de 38,700, unas 225 milésimas menos que las rusas, tras haber tenido una nota de 19,350 en cada uno de los dos ejercicios. En las dos finales por aparatos, la de 6 cuerdas y el mixto de 4 aros y 4  mazas, el conjunto logró sendos terceros puestos, siendo superado por Rusia y Bulgaria. El conjunto de ese año estaba integrado además por Marta Baldó, Lorena Barbadillo, Paula Cabo, Estela Giménez, Regina Guati y Amaia Uriondo, con Violeta Giménez también como suplente. Además, aunque no fueron convocadas ese año, se encontraban en el conjunto Maider Esparza y Lucía Fernández Haro. A final de temporada se retiraron la mayoría de ellas.

#### 1995: Europeo de Praga y título mundial en Viena
Desde finales de 1994 hasta comienzos de 1995 se fueron incorporando al conjunto gimnastas como Dilayla Romeo, Estíbaliz Martínez, Tania Lamarca y Nuria Cabanillas, permaneciendo María, Estela Giménez, Marta Baldó y Maider Esparza. Pardo pasó a ser entonces gimnasta titular en los dos ejercicios. Ese año hubo rotación de los aparatos en los conjuntos, por lo que hubo que componer nuevos montajes para los dos ejercicios del equipo. Además, el número de gimnastas que debía haber en el tapiz pasó ese año a ser cinco, en lugar de las seis que había anteriormente. En el ejercicio de 5 aros se usó una adaptación de la pieza Asturias (Leyenda), perteneciente a la Suite española Op. 47 de Isaac Albéniz. El tango «Verano porteño», de Astor Piazzolla, fue el tema empleado en el ejercicio de 3 pelotas y 2 cintas.
| Componentes del conjunto en 1995 | Puesto                                           |
| -------------------------------- | ------------------------------------------------ |
| Marta Baldó                      | Titular en los dos ejercicios                    |
| Nuria Cabanillas                 | Suplente en 3 pelotas/2 cintas Titular en 5 aros |
| Estela Giménez                   | Titular en los dos ejercicios                    |
| Tania Lamarca                    | Titular en los dos ejercicios                    |
| Estíbaliz Martínez               | Titular en 3 pelotas/2 cintas Suplente en 5 aros |
| María Pardo                      | Titular en los dos ejercicios                    |
| Maider Esparza                   | Suplente en los dos ejercicios                   |

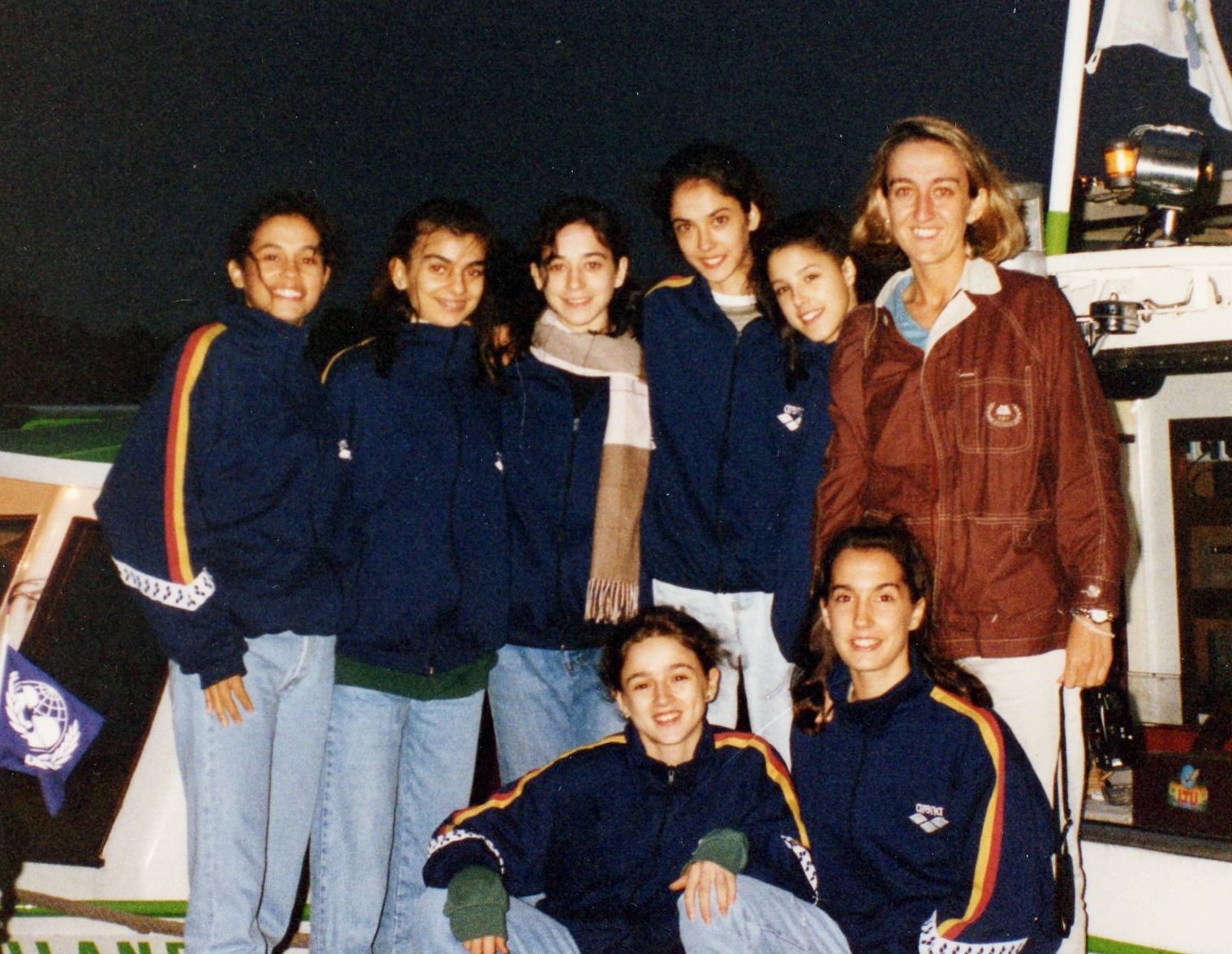
María (cuarta a la derecha, de pie) con el resto del conjunto español en París (1995).

En abril de 1995 tuvo lugar la primera competición de la temporada, el Torneo Internacional de Portimão, donde se estrenaron los nuevos ejercicios y el conjunto logró el bronce tanto en el concurso general como en la final de 5 aros. La semana siguiente se disputó el torneo de Karlsruhe. En él, el conjunto español, debido a una mala calificación en el ejercicio de 5 aros, obtuvo un sexto puesto en el concurso general. Además, en la final del mixto de 3 pelotas y 2 cintas también obtendrían la sexta plaza. Debido a esta mala actuación, María Fernández y Emilia Boneva hicieron algunas modificaciones en el equipo, colocando a Tania como titular en los dos ejercicios en lugar de Maider Esparza. Posteriormente participarían en diversos torneos y exhibiciones en Corbeil-Essonnes, Manresa, Alicante o Liévin.
En julio tuvo lugar su único Campeonato Europeo de Gimnasia Rítmica disputado, el de Praga. Allí obtuvo el tercer puesto en el concurso general y en el concurso de 5 aros, y el segundo puesto en el mixto de 3 pelotas y 2 cintas. En el concurso general, disputado en primer lugar, el combinado español logró una nota de 18,900 en el ejercicio de 3 pelotas y 2 cintas y de 19,725 en el de 5 aros, lo que sumó una puntuación acumulada de 38,625, obteniendo así el tercer puesto por detrás de Bulgaria y Rusia, que se llevaron la medalla de plata y oro respectivamente. Ese tercer lugar también les dio la clasificación para las finales por aparatos que se disputarían en la jornada posterior. En la competición de 3 pelotas y 2 cintas las españolas quedaron segundas a solo 7 milésimas de la primera posición, que se la llevó en esta ocasión Bulgaria. En la final de 5 aros volvieron a quedar terceras, superadas por rusas y búlgaras.
A finales de agosto comenzaron las competiciones de preparación para el Campeonato Mundial. Primero se disputó en la ciudad holandesa de Deventer el torneo Alfred Vogel Cup, una de las competiciones internacionales más importantes. En esta cita, el conjunto español conquistó las tres medallas de oro disputadas: la del concurso general, la de 5 aros y la de 3 pelotas y 2 cintas. Días después, el equipo español logró la medalla de plata en el torneo International Group Masters de Hanóver, siendo superado únicamente por el conjunto ruso.
Un mes después del torneo alemán, tuvo lugar su segundo Mundial, el Campeonato del Mundo de Viena, donde, con el ejercicio de 3 pelotas y 2 cintas, logró su primer y único oro en esta competición. Además, también obtuvo dos platas en el concurso general y en el de 5 aros. Pardo acudió a la cita junto a Marta Baldó, Nuria Cabanillas, Estela Giménez, Tania Lamarca, Estíbaliz Martínez y Maider Esparza como suplente. En primer lugar se disputó el concurso general, en el que las españolas consiguieron una calificación de 19,650 en el ejercicio de 3 pelotas y 2 cintas y de 19,750 en el de 5 aros, que harían una nota acumulada de 39,400, siendo superada esta puntuación solo por Bulgaria. Ese segundo puesto hizo que el equipo obtuviera la clasificación automática para la competición de conjuntos en los Juegos Olímpicos de Atlanta, que se disputarían un año después. La jornada siguiente, en la final del mixto, el conjunto español logró con una nota de 19,800, superar en 25 milésimas a las búlgaras, obteniendo así la medalla de oro en la competición de 3 pelotas y 2 cintas. En la final de 5 aros, fue el conjunto búlgaro el que por 25 milésimas, ganó la competición por delante de las españolas, que obtendrían de nuevo una nota de 19,800.

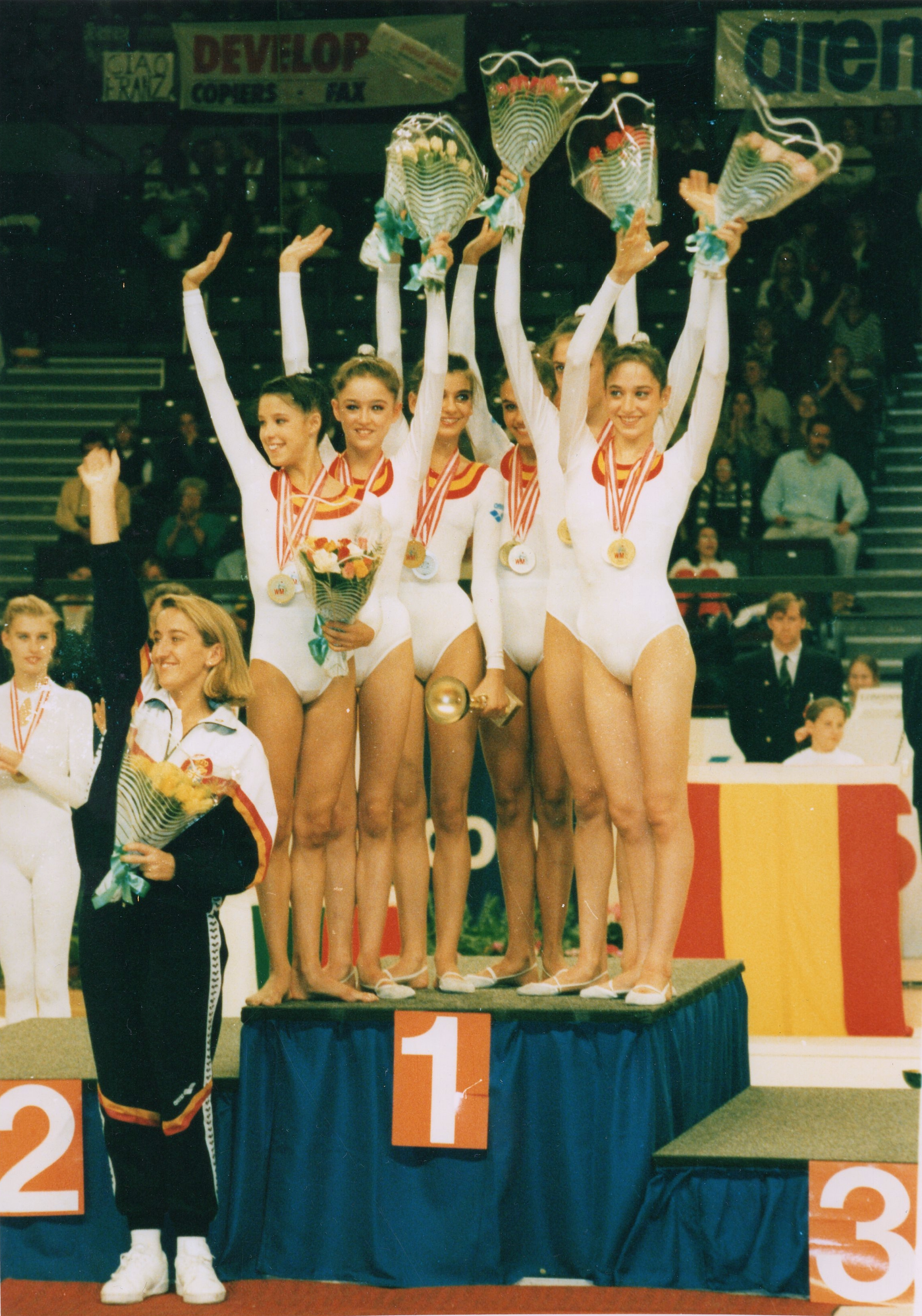
El conjunto proclamándose campeón del mundo de 3 pelotas y 2 cintas en el Mundial de Viena (1995).

Para 1996 la modalidad de conjuntos se iba a aceptar por primera vez en los Juegos Olímpicos, que se disputarían ese año en Atlanta. Las integrantes del equipo dejaron de ir a su colegio, el centro privado Nuestra Señora de Altagracia, para concentrarse en la preparación de la cita olímpica. Para la nueva temporada se realizaron unos nuevos montajes tanto para el ejercicio de 3 pelotas y 2 cintas, como para el de 5 aros. La música del nuevo ejercicio de aros era un medley de varias canciones pertenecientes a musicales norteamericanos, principalmente «America», compuesta por Leonard Bernstein e incluida en West Side Story, o «I Got Rhythm» y «Embraceable You», temas creados por George Gershwin y que aparecieron en la banda sonora de Un americano en París. Por su parte, en el ejercicio de 3 pelotas y 2 cintas para el año 1996, se empleó la melodía de «Amanecer andaluz», tema que ya había usado Carmen Acedo en su ejercicio de cuerda de 1991, aunque con otros arreglos.
En noviembre de 1995, el equipo español viajó a Tokio para participar en el torneo anual denominado Epson Cup, en el que los dos mejores conjuntos del año competían con el equipo japonés. En diciembre tuvo lugar una concentración de todo el equipo español en el Centro de Alto Rendimiento de Sierra Nevada (Granada).

### Retirada de la gimnasia
Durante el primer semestre de 1996, el conjunto español participó en diversas competiciones preparatorias, como Kalamata Cup, Karlsruhe o Corbeil, en las que siempre ocuparía un puesto de medallista. En abril, a partir del torneo de Karlsruhe, María empezó a cometer algunos fallos en los lanzamientos de aro. A principios de mayo recibieron en el Gimnasio Moscardó la visita de la prestigiosa bailarina y coreógrafa cubana Alicia Alonso, que les impartió una clase magistral. Ese mismo mes de mayo, poco después del torneo de Corbeil en el que decidió no participar, María dejó la selección nacional debido, según sus palabras, a que no pudo soportar la presión a la que se vio sometido el conjunto en esa época. Su retirada también propició la ruptura de la relación sentimental que mantenía con Jesús Carballo. Faltaban dos meses para los Juegos Olímpicos de Atlanta.

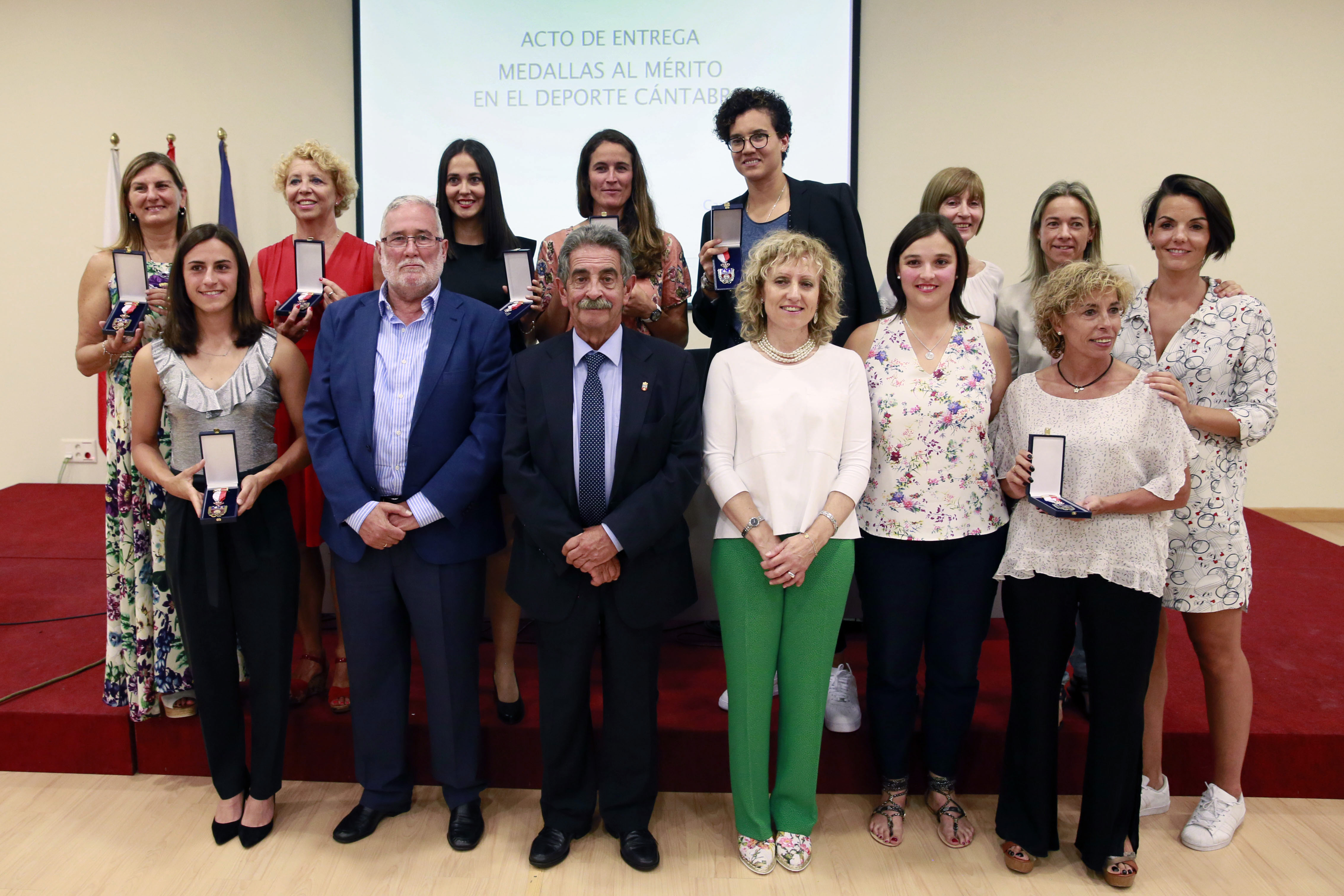
María (3ª en la segunda fila) en el acto de entrega de la Medalla de Plata al Mérito Deportivo, otorgada por el Gobierno de Cantabria (2017).

Meses después, en octubre, tras la consecución de la medalla de oro por parte del conjunto español de gimnasia rítmica en Atlanta, María hizo unas declaraciones en el diario El País en las que dijo que la entonces seleccionadora Emilia Boneva era extremadamente dura con la comida y con los entrenamientos. Sus declaraciones fueron apoyadas por algunas antiguas integrantes de la selección, mientras que las entonces gimnastas del equipo español dijeron que María no contaba toda la verdad en algunos aspectos. Años más tarde algunas de esas componentes reconocieron públicamente la veracidad de las denuncias de María Pardo

El 13 de septiembre de 1999, María compareció en el Senado para contar su experiencia en una Ponencia sobre los condicionantes extrasanitarios de la anorexia y la bulimia.
En noviembre de 2015 se anunció que el Pabellón Río Viar de Torrelavega sería rebautizado con el nombre de María Pardo. El acto oficial de imposición del nombre tuvo lugar el 12 de febrero de 2016. En dicho homenaje, María descubrió una placa conmemorativa ante la presencia de familiares, amigos, compañeras y alumnas de la Escuela Deportiva, y personalidades como el alcalde de Torrelavega, José Manuel Cruz; el concejal de Deportes, Jesús Sánchez; Jesús Carballo, presidente de la Real Federación Española de Gimnasia; o África Álvarez, presidenta de la Federación Cántabra de Gimnasia.
Actualmente María entrena a la Escuela Deportiva Municipal Torrelavega de gimnasia rítmica y la Escuela Deportiva Municipal de Santoña (también Club Santogym) entre otras escuelas cántabras.

## Vida personal
El 21 de diciembre de 2011 fue madre por primera vez de una niña llamada Martina.

## Equipamientos
| Período   | Proveedor |
| --------- | --------- |
| 1995-1996 | Arena     |

## Música de los ejercicios
| Año  | Aparatos                               | Música |
| ---- | -------------------------------------- | --- |
| 1994 | 6 cuerdas                              | Banda sonora de The Addams Family, compuesta por Marc Shaiman. |
| 1994 | 4 aros y 4 mazas                       | «Furia española». |
| 1994 | Ejercicio de exhibición (Manos libres) | «Chica ye ye», compuesta por Augusto Algueró. |
| 1995 | 5 aros                                 | Pieza Asturias (Leyenda), perteneciente a la Suite española, Op. 47 de Isaac Albéniz. |
| 1995 | 3 pelotas y 2 cintas                   | Tango «Verano porteño», de Astor Piazzolla. |
| 1995 | Ejercicio de exhibición (Manos libres) | Sevillana «Tócala, tócala», de Cantores de Híspalis. |
| 1996 | 5 aros                                 | Medley de varias canciones pertenecientes a musicales norteamericanos, principalmente «America», compuesta por Leonard Bernstein e incluida en West Side Story, o «I Got Rhythm» y «Embraceable You», temas creados por George Gershwin y que aparecieron en la banda sonora de Un americano en París. |
| 1996 | 3 pelotas y 2 cintas                   | «Amanecer andaluz». |

## Palmarés deportivo

### Selección española
| 1994 - Austria Cup* Oro en concurso general - International Group Masters Hannover* Bronce en concurso general - Campeonato del Mundo de París* Plata en concurso general Bronce en 6 cuerdas Bronce en 4 aros y 4 mazas 1995 - Torneo Internacional de Portimão Bronce en concurso general Bronce en 5 aros - DTB-Pokal Karlsruhe 6º puesto en concurso general 6º puesto en 3 pelotas y 2 cintas - Campeonato de Europa de Praga Bronce en concurso general Bronce en 5 aros Plata en 3 pelotas y 2 cintas | 1995 (continuación) - Alfred Vogel Cup Oro en concurso general Oro en 5 aros Oro en 3 pelotas y 2 cintas - International Group Masters Hannover Plata en concurso general - Campeonato del Mundo de Viena Plata en concurso general Plata en 5 aros Oro en 3 pelotas y 2 cintas - Epson Cup Bronce en concurso general 1996 - Kalamata Cup Oro en concurso general - DTB-Pokal Karlsruhe Bronce en concurso general Oro en 5 aros Oro en 3 pelotas y 2 cintas |

*Como suplente del equipo en ambos ejercicios

## Premios, reconocimientos y distinciones
- Galardonada en la XVI Gala Nacional del Deporte de la Asociación Española de la Prensa Deportiva (1996)[33]
- Cofrade pedestre de la Cofradía del Hojaldre de Torrelavega (2016)[34][35]
- Medalla de Plata al Mérito Deportivo, otorgada por el Gobierno de Cantabria (2017)[36]
- Premio a los Valores en el Deporte en la categoría de Hábitos Saludables, otorgado por la Fundación Adecco en el 51.er Congreso Aedipe (2017)[37]
- Entrenador Ejemplar en la Gala Anual de la Federación Cántabra de Gimnasia (2018)
- Pregonera de las Fiestas de la Virgen Grande en Torrelavega junto al resto de la Escuela Municipal de Gimnasia Rítmica y al equipo de la R. S. Gimnástica (2018)[38]
- Torrelaveguense Ilustre 2018, otorgado por el Grupo de Opinión Quercus (2018)[39]
- Leyenda del Deporte Cántabro, otorgado por la Asociación de la Prensa Deportiva de Cantabria en la XXV Gala del Deporte Cántabro (2018)[40]
- Mejor Entrenador de 2018 junto al resto del equipo técnico de la Escuela Municipal de Gimnasia Rítmica en la XXVIII Gala del Deporte de Torrelavega (2019)[41]
- Premio «Severiano Ballesteros» a la Leyenda Deportiva, otorgado por la Asociación de la Prensa Deportiva de Cantabria en la XXVII Gala del Deporte Cántabro (2021)[42]

### Otros honores
- El Pabellón Río Viar de Torrelavega fue rebautizado con su nombre en un acto el 12 de febrero de 2016.[1]
- Un parque en Santa Cruz de Bezana lleva su nombre desde 2019.[43]

## Galería

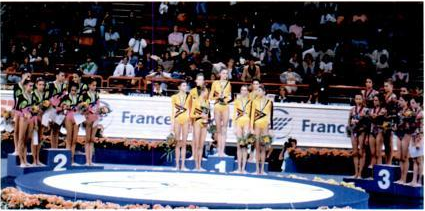
El conjunto español (izqda.) con la plata en el podio de la general del Mundial de París (1994).
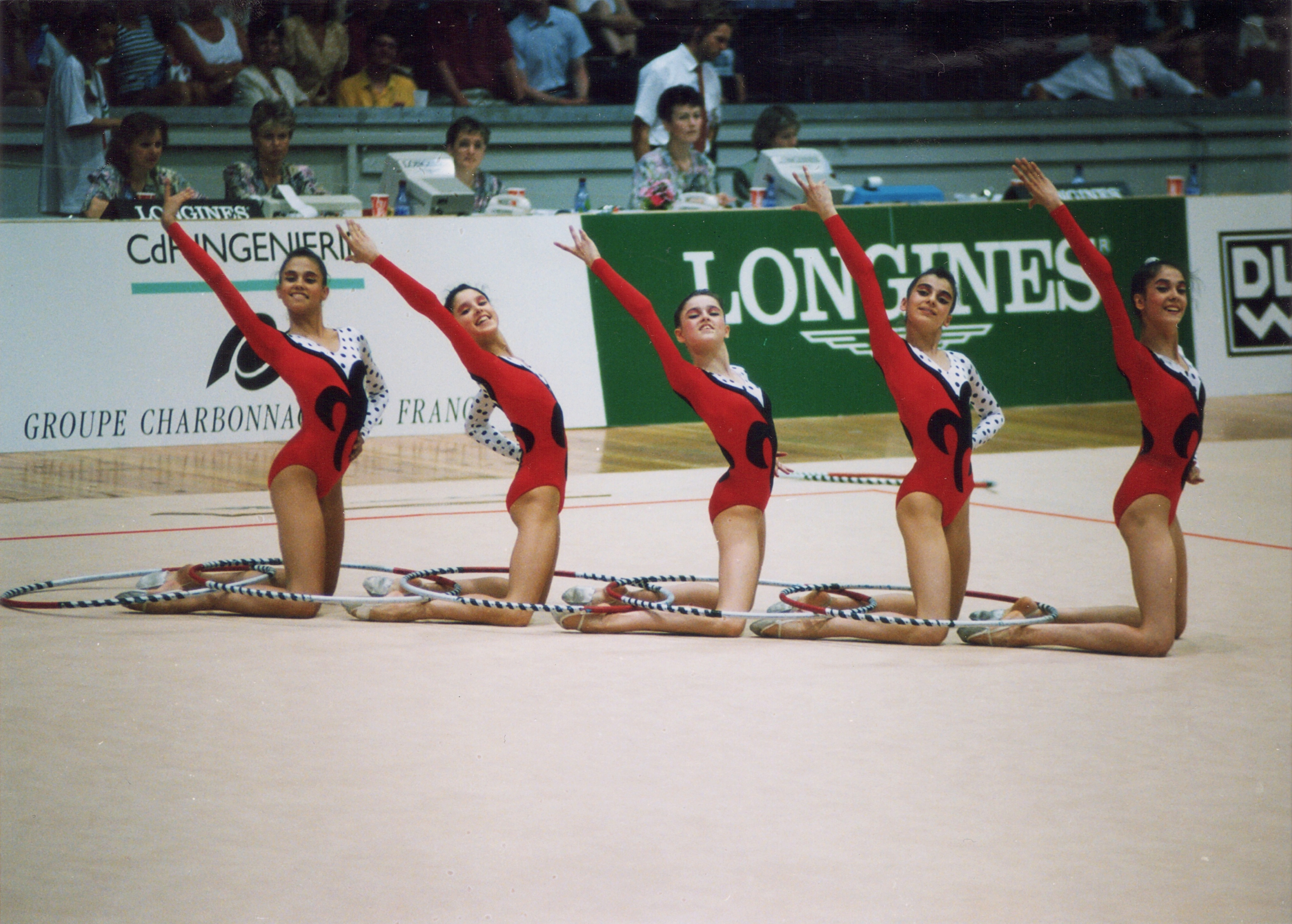
María (primera a la derecha) con el conjunto en el ejercicio de 5 aros en el Campeonato Europeo de Praga (1995).
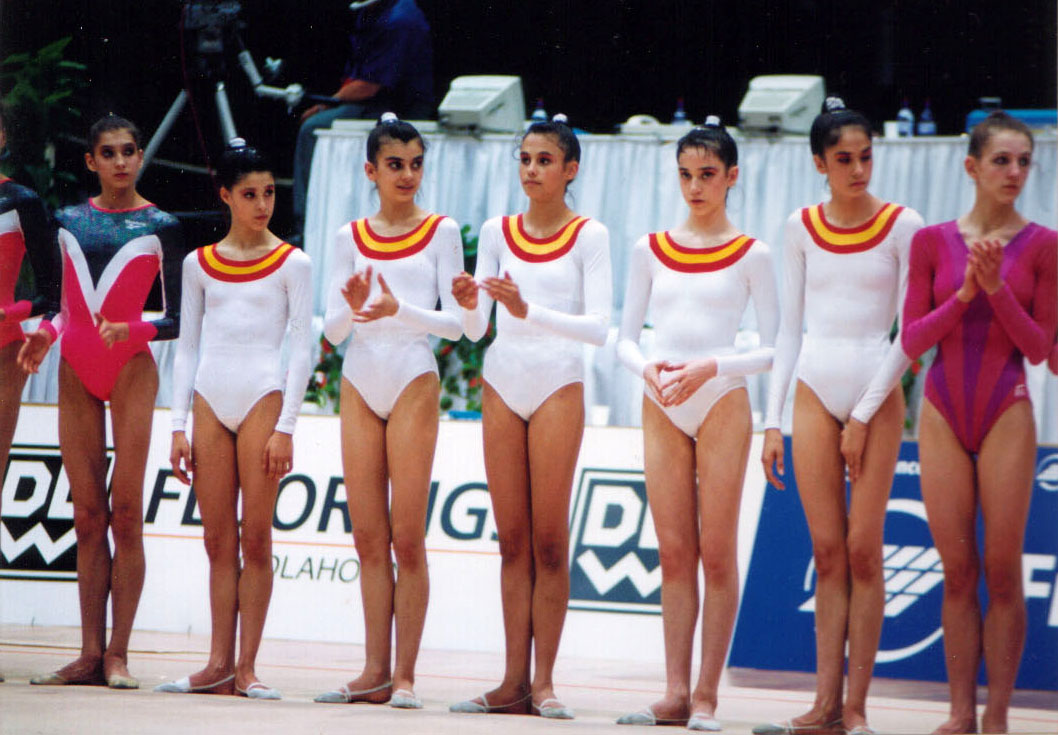
Conjunto español en el podio de 3 pelotas y 2 cintas en Praga.
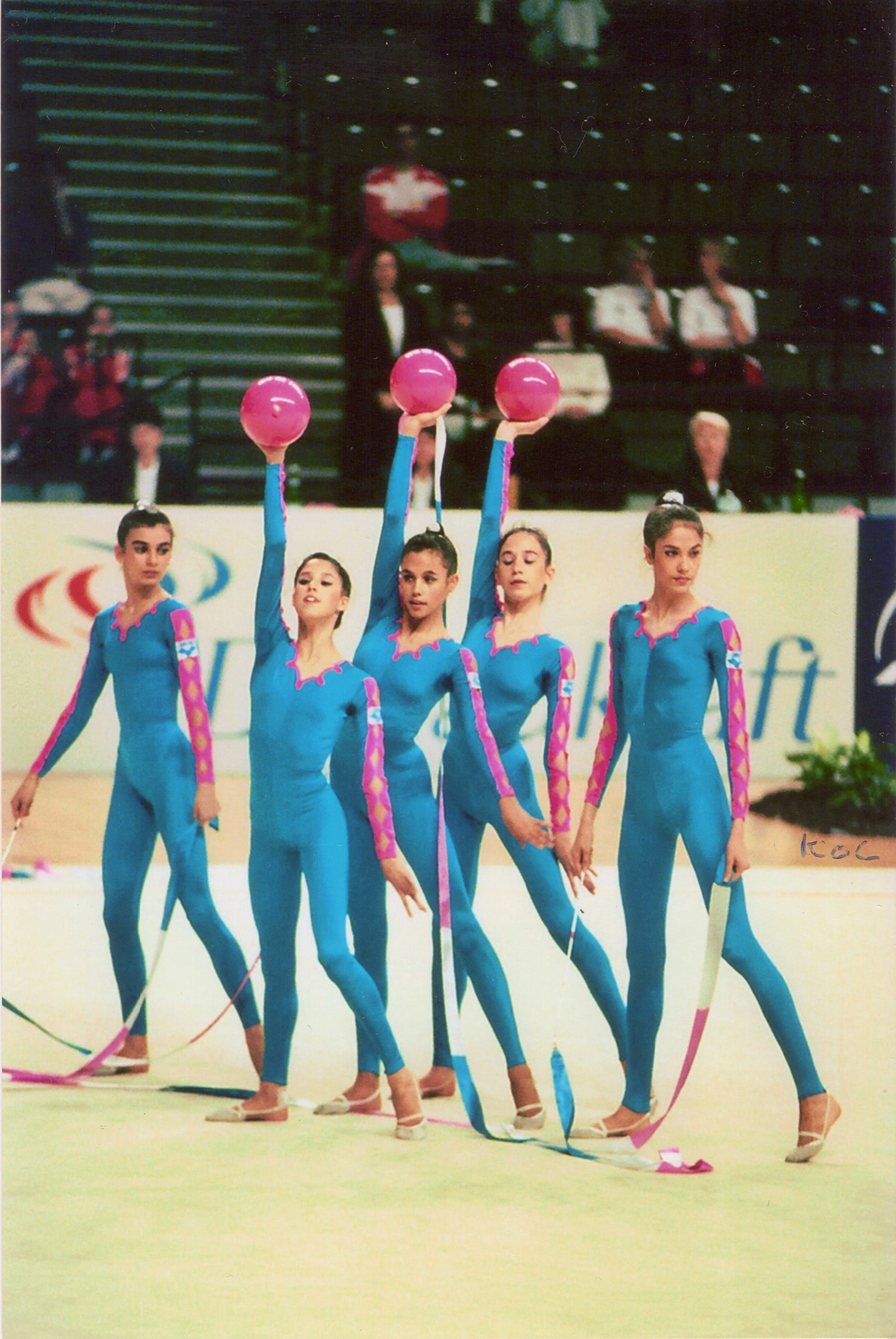
3 pelotas y 2 cintas en Viena (1995).
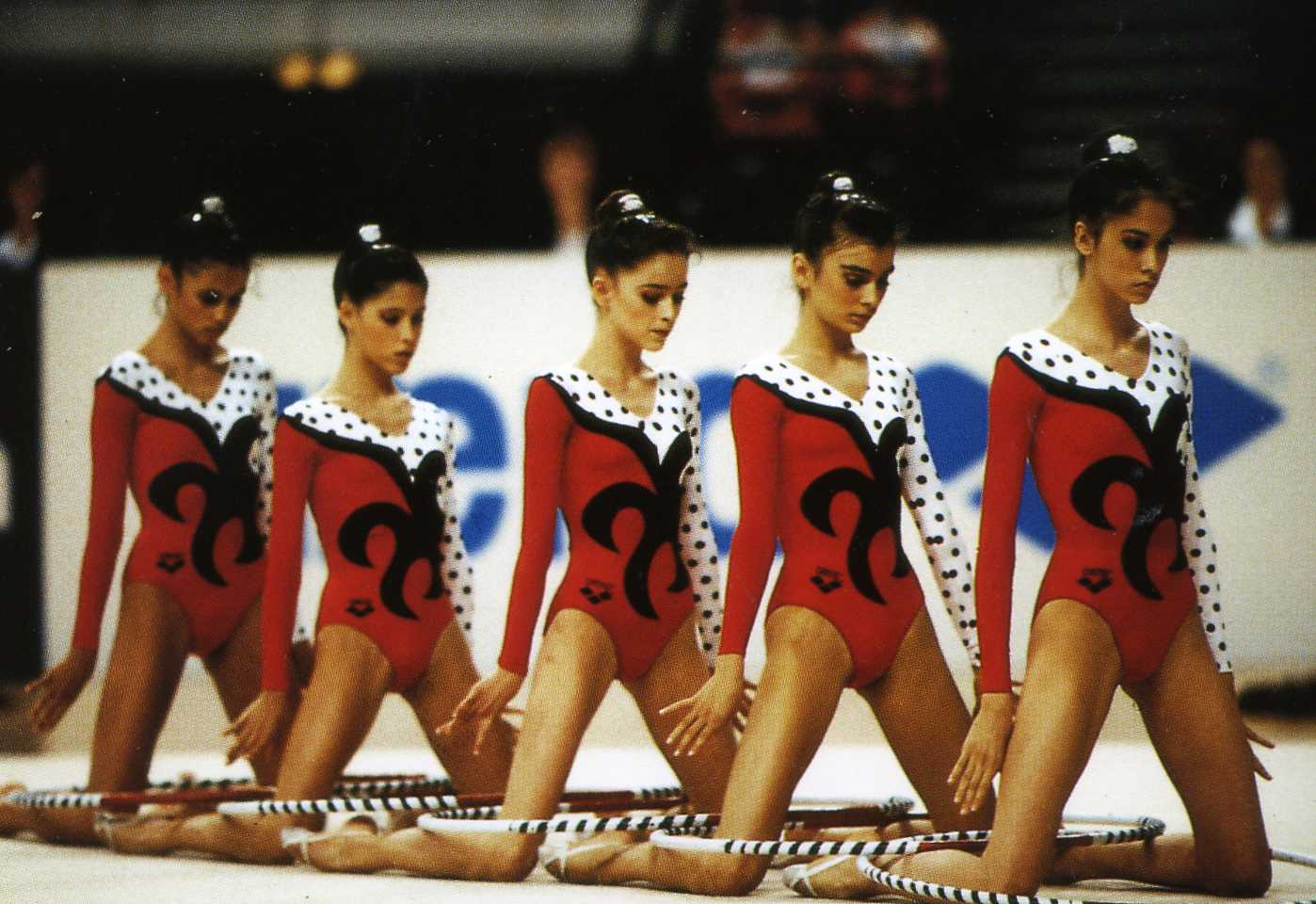
Posición inicial del ejercicio de 5 aros en el Mundial de Viena.
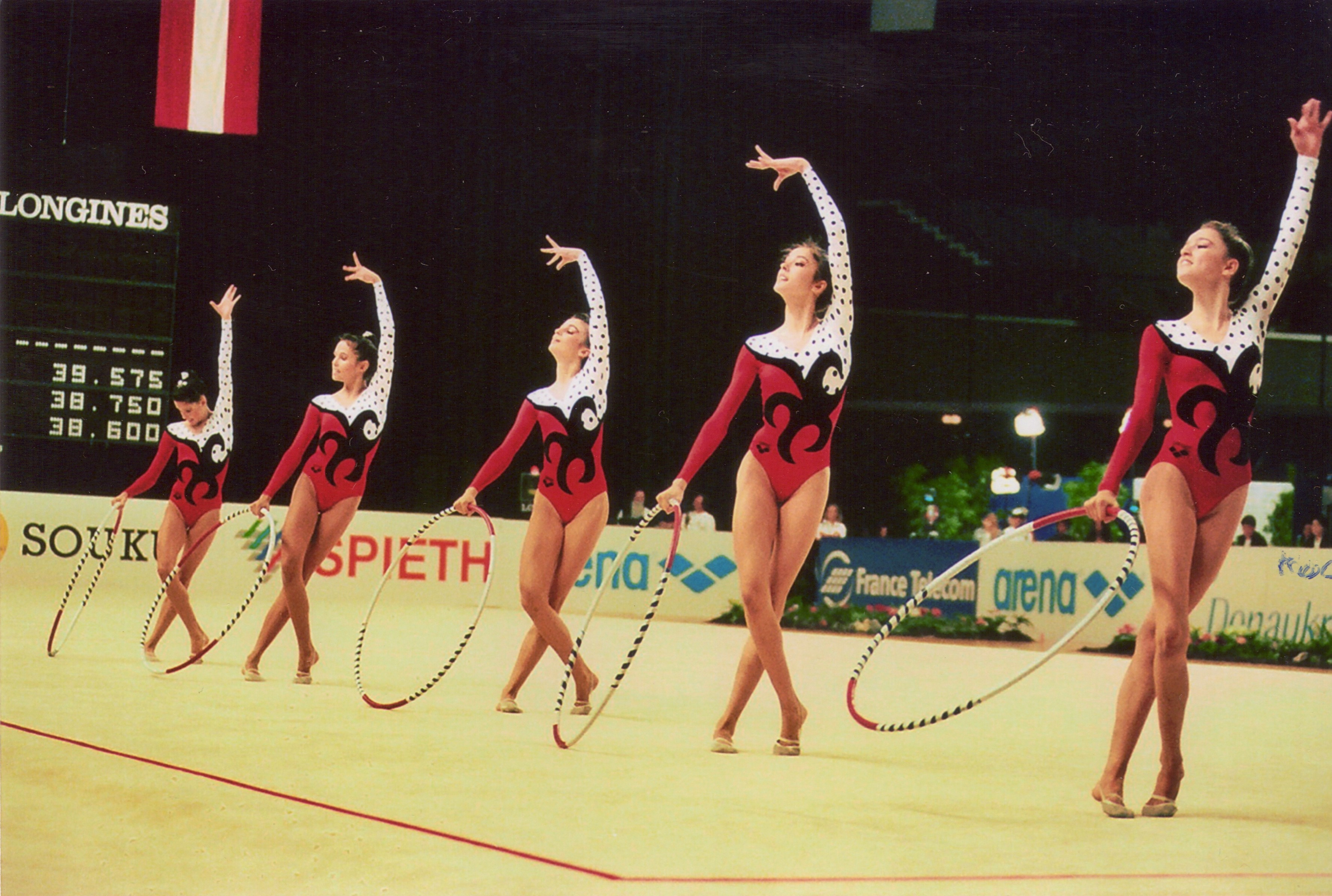
Otro momento del montaje de 5 aros, que contaba con la pieza Asturias (Leyenda) de la Suite española, Op. 47 de Isaac Albéniz.

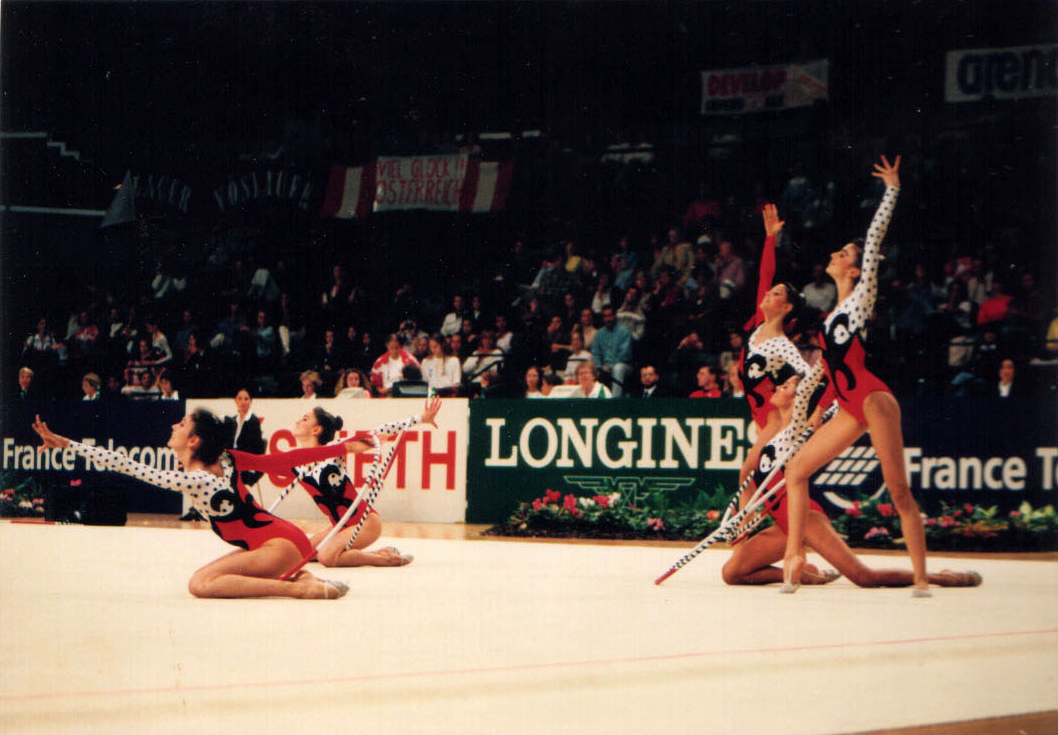
Final del ejercicio de 5 aros en Viena.
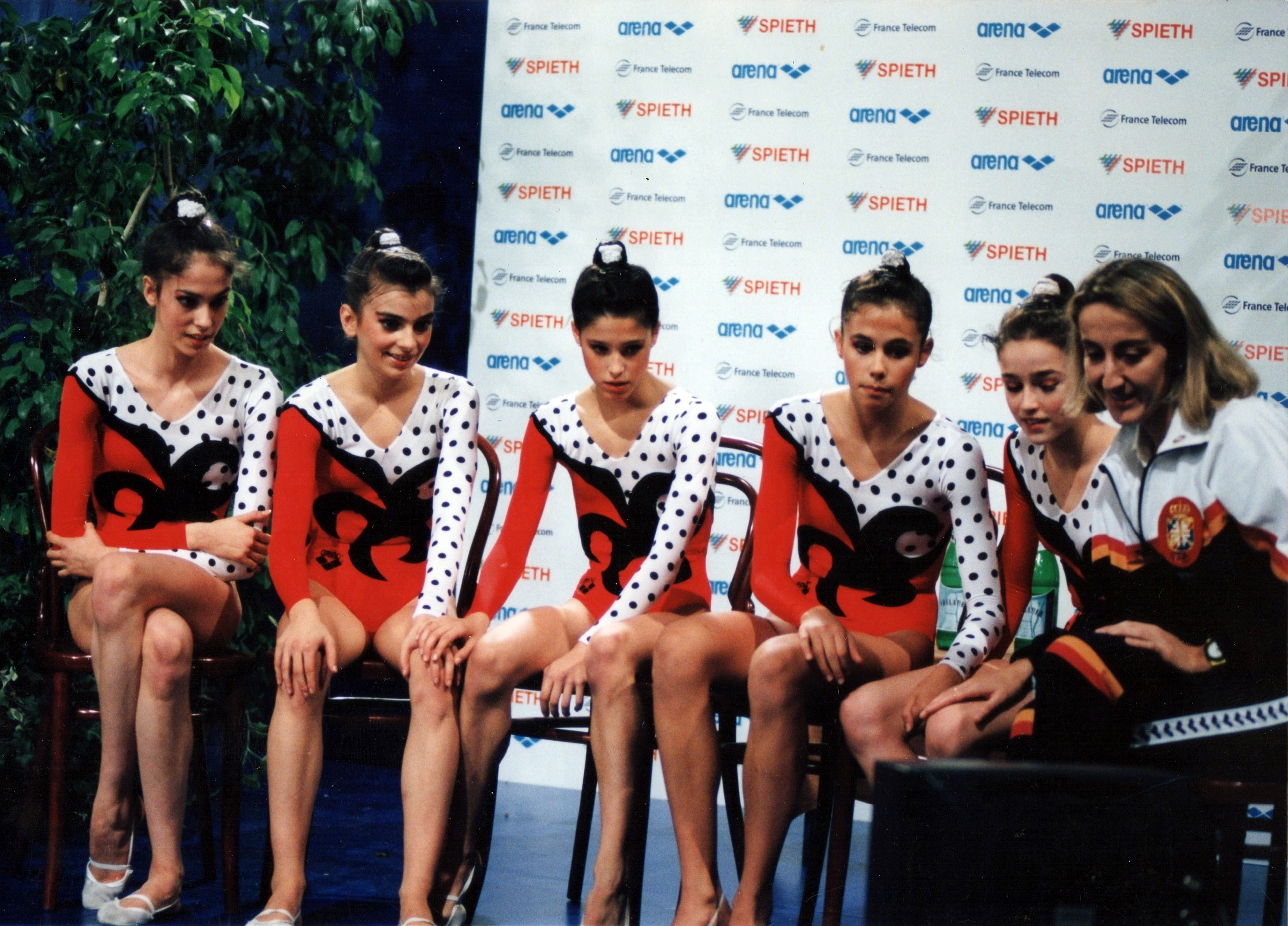
El equipo esperando en Viena la nota final del concurso general tras el ejercicio de 5 aros.
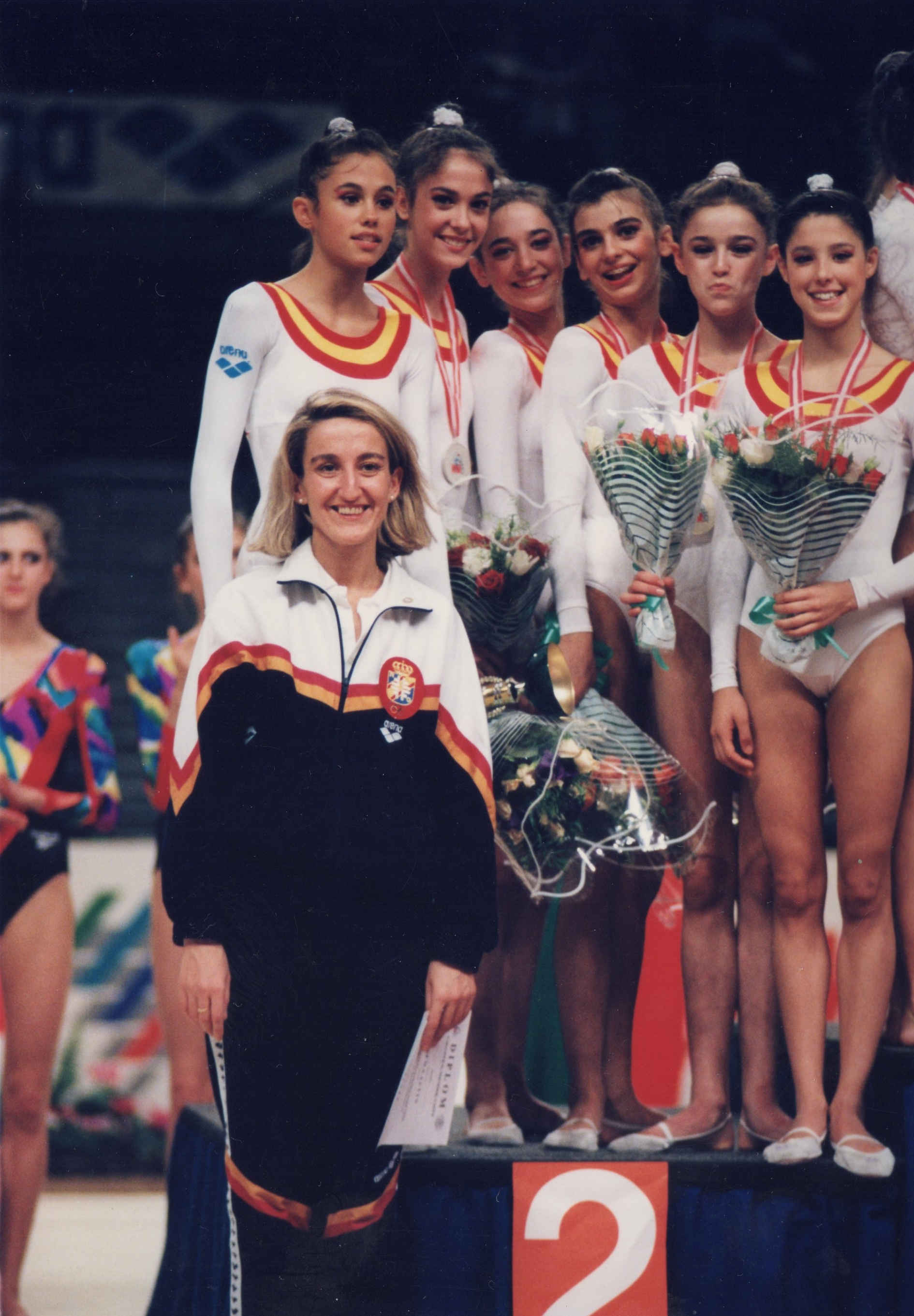
El conjunto con la plata en el podio de la general en Viena.
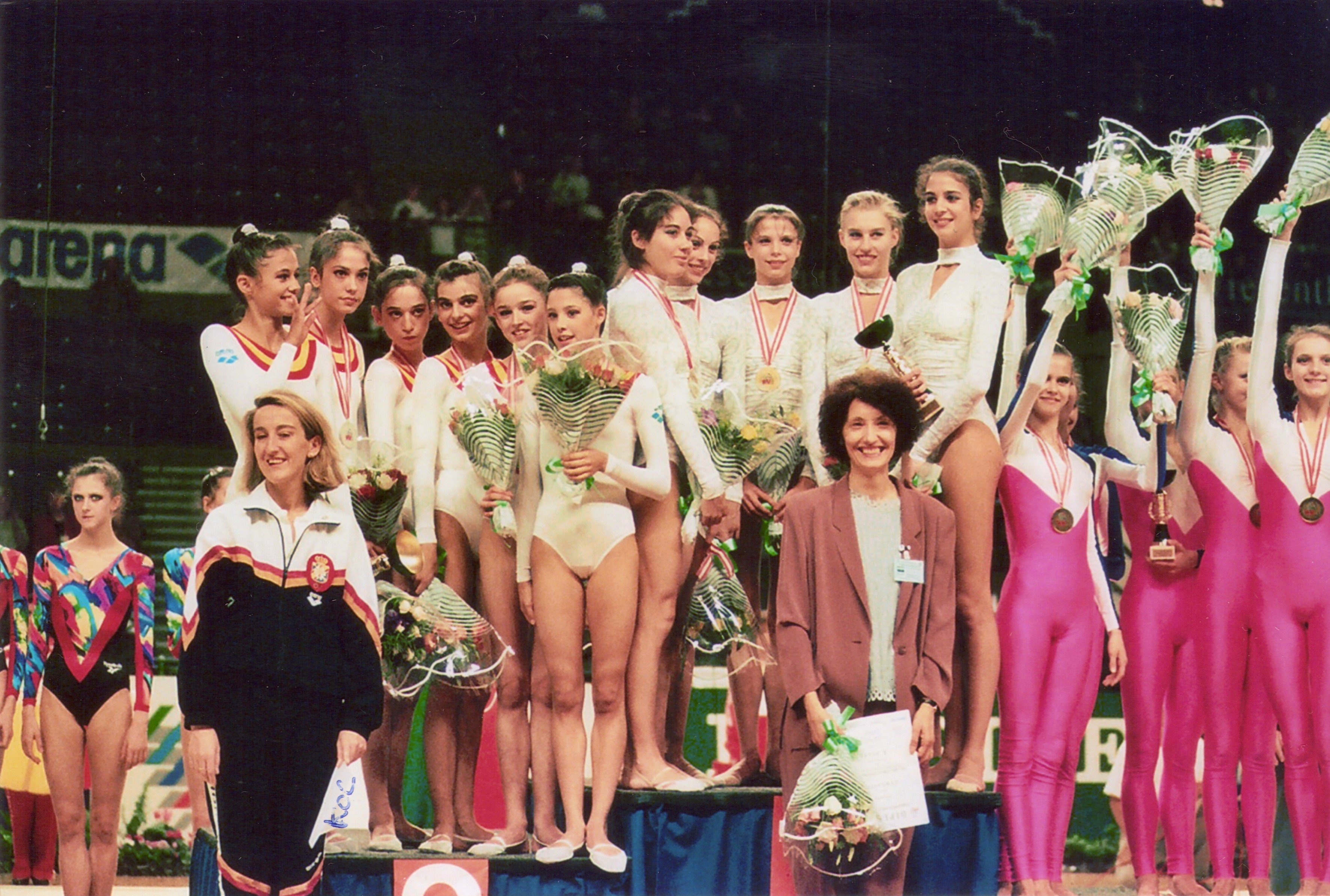
Podio completo del concurso general en Viena. De izquierda a derecha: España, Bulgaria y Bielorrusia.
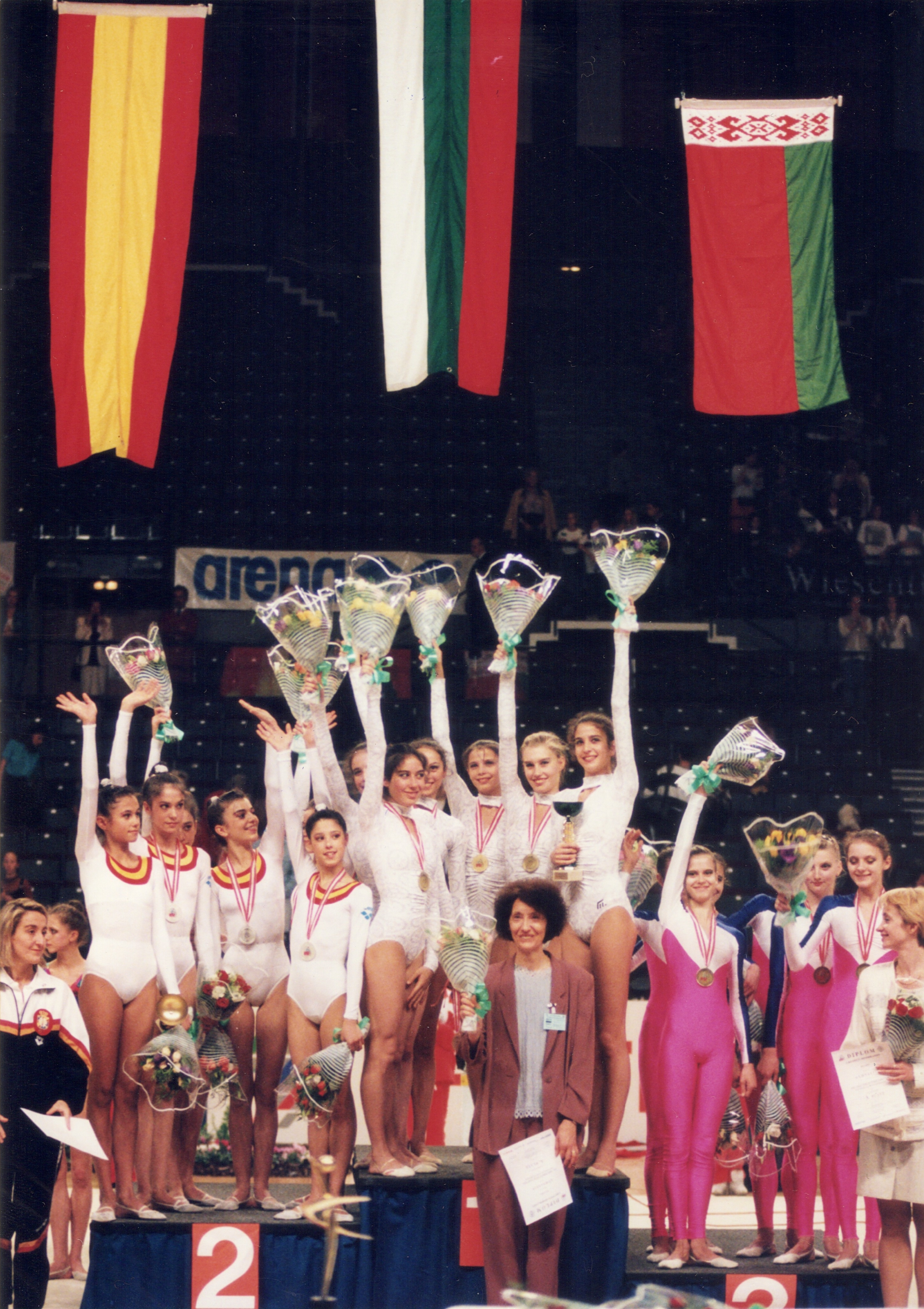
Otro momento del podio de la general.
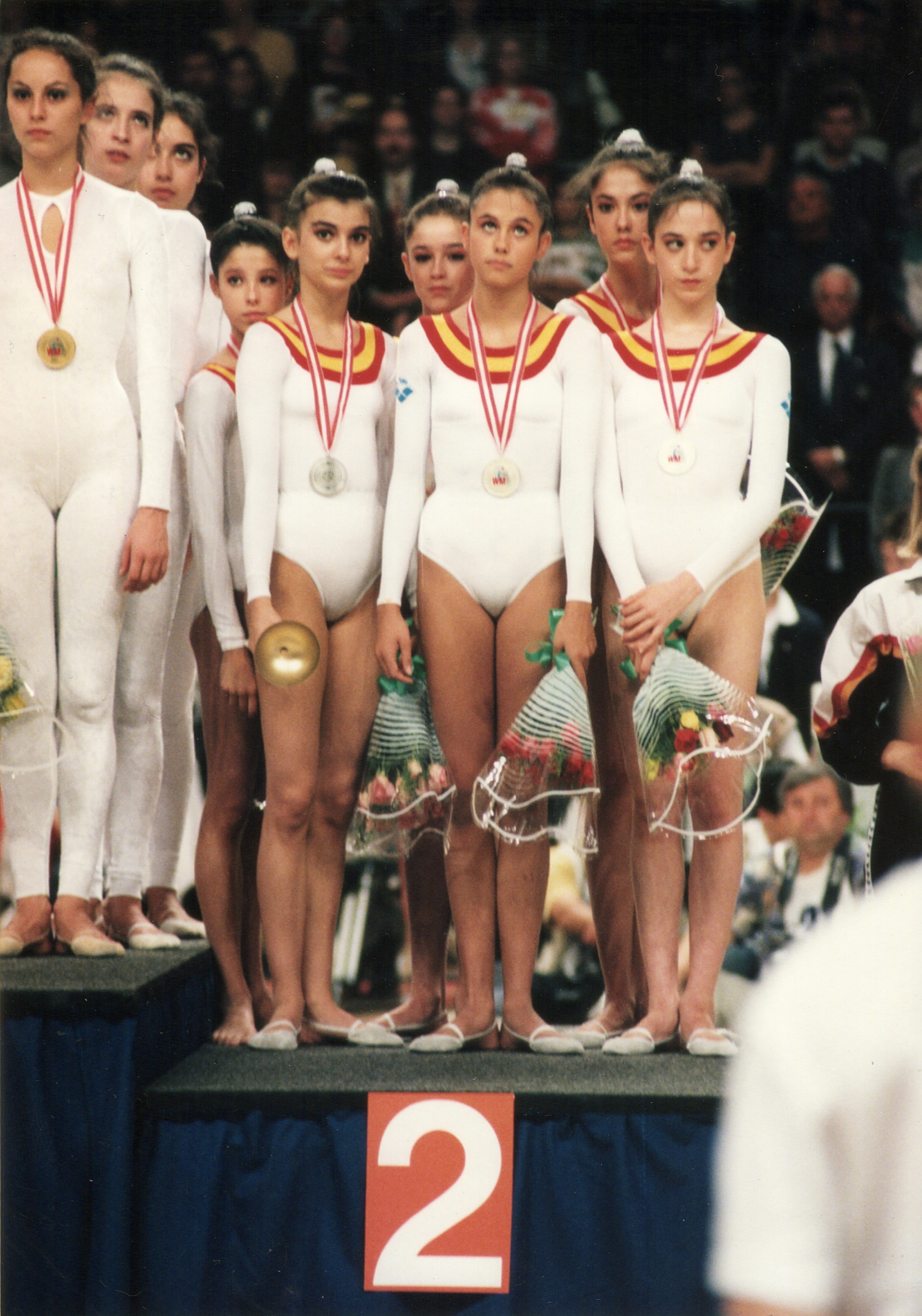
El conjunto español con la plata en el podio de la final de 5 aros.
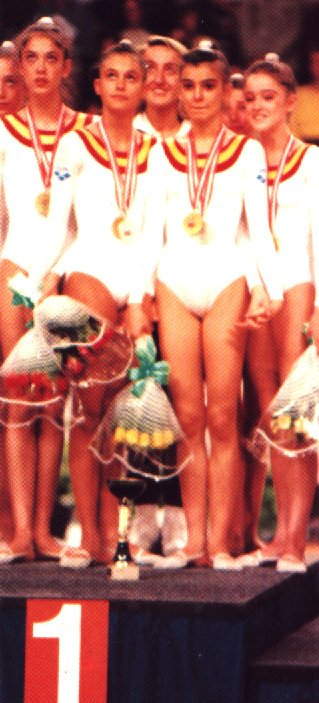
El conjunto con el oro en el podio de pelotas y cintas.

## Filmografía

### Programas de televisión
| Programas de televisión | Programas de televisión | Programas de televisión | Programas de televisión                         |
| Año                     | Título                  | Cadena                  | Notas                                           |
| ----------------------- | ----------------------- | ----------------------- | ----------------------------------------------- |
| 2012                    | Equipo de investigación | Antena 3                | Entrevistada en el reportaje «El método Tarrés» |

### Publicidad
- Dos anuncios de Cola Cao (1996). Aparición junto al resto del equipo español en dos spots televisivos para Cola Cao, entonces patrocinador del Programa ADO.[6]